# Szilágyi István (orvos)
Szilágyi István (Kolozsvár, 1911. december 14. – Kolozsvár, 1994. március 15.) erdélyi magyar orvos, orvosi szakíró.

## Életútja, munkássága
Középiskoláit szülővárosában végezte 1928-ban. Ezután orvosi tanulmányokat folytatott a Szegedre áttelepült I. Ferenc József Tudományegyetemen (1929–33), a bolognai Királyi Egyetemen (1933–34) és a nápolyi Királyi Egyetemen (1934–35). Ez utóbbin szerzett orvosi oklevelét 1936-ban nosztrifikálta a kolozsvári I. Ferdinand Egyetem. 1937-től magánrendelőben dolgozott, majd katonai szolgálatot teljesített. 1945-től Kolozsváron az Iris porcelángyárban volt üzemorvos, 1951–78 között az I. sz. Szülészeti–Nőgyógyászati Klinikán és a II. Poliklinikán szakorvos.
Ismeretterjesztő, az egészségügyi nevelést szolgáló cikkei az Igazság, Szabadság, Dolgozó Nő, Családi Tükör, A Hét, Művelődés, Korunk, Helikon hasábjain jelentek meg. Szakdolgozatain kívül jelentős Bethlen Gábor betegségéről és haláláról írt orvostörténeti vonatkozású közleménye, amely 1984-ben az Orvosi Hetilapban jelent meg.

## Kötetei
- Mindenki orvostudománya (Bukarest, 1983);
- Orvostudomány mindenkinek (Bukarest, 1986);
- A nő élet- és kórtana (Bukarest, 1991).